# 포바슈스카비스트리차구

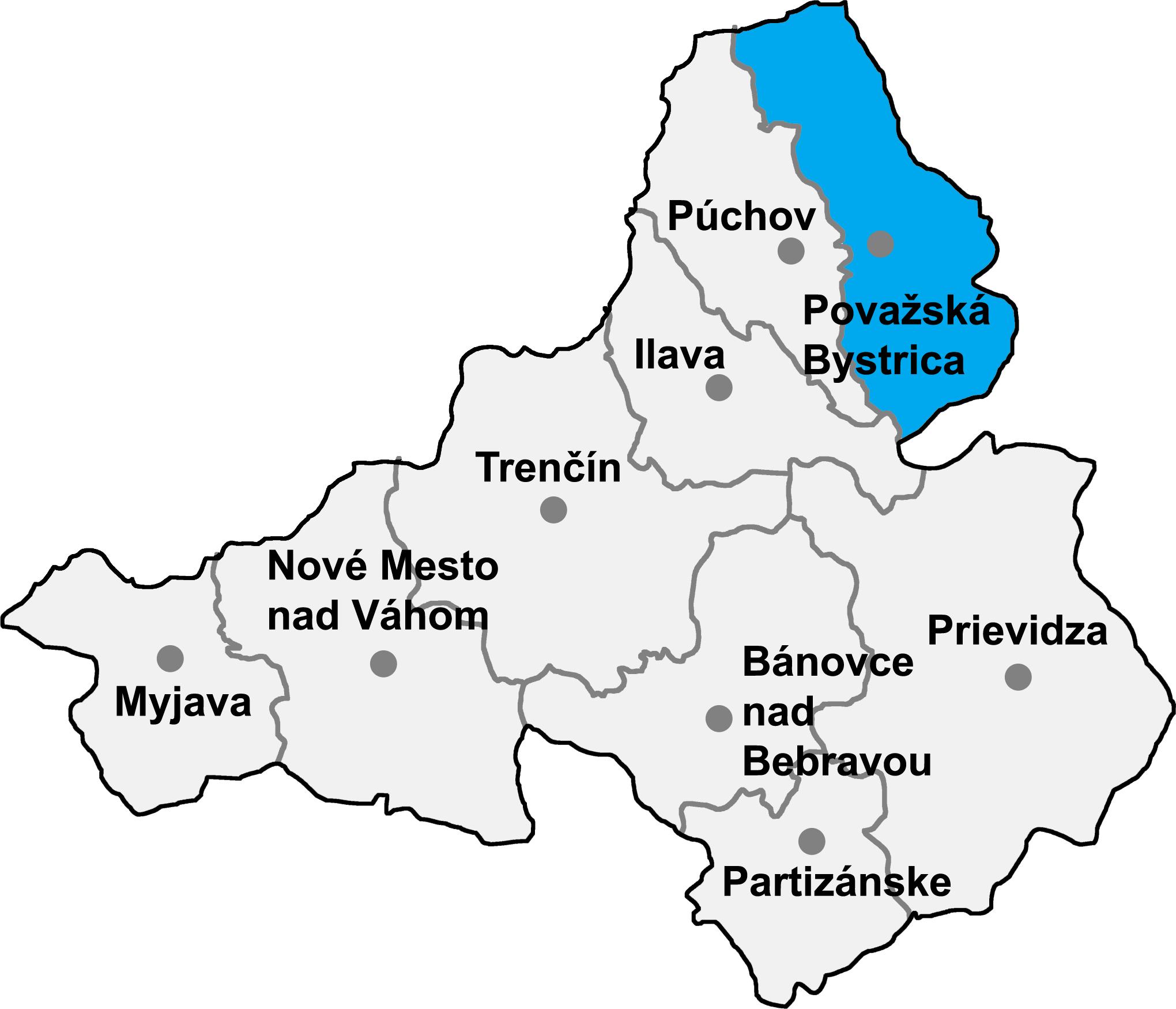
포바슈스카비스트리차구의 위치

포바슈스카비스트리차구(슬로바키아어: Okres Považská Bystrica)는 슬로바키아 트렌친주를 구성하는 9개 구 가운데 하나로 행정 중심지는 포바슈스카비스트리차이며 면적은 463.15km2, 인구는 63,176명(2014년 기준), 인구 밀도는 136.41명/km2이다.
트렌친주 북동부에 위치하며 28개 지방 자치체(1개 시, 27개 마을)를 관할한다. 서쪽으로는 푸호우구, 남쪽으로는 일라바구, 동쪽으로는 질리나주 질리나구, 비트차구와 접하며 북쪽으로는 체코와 국경을 접한다.